# Qingshen

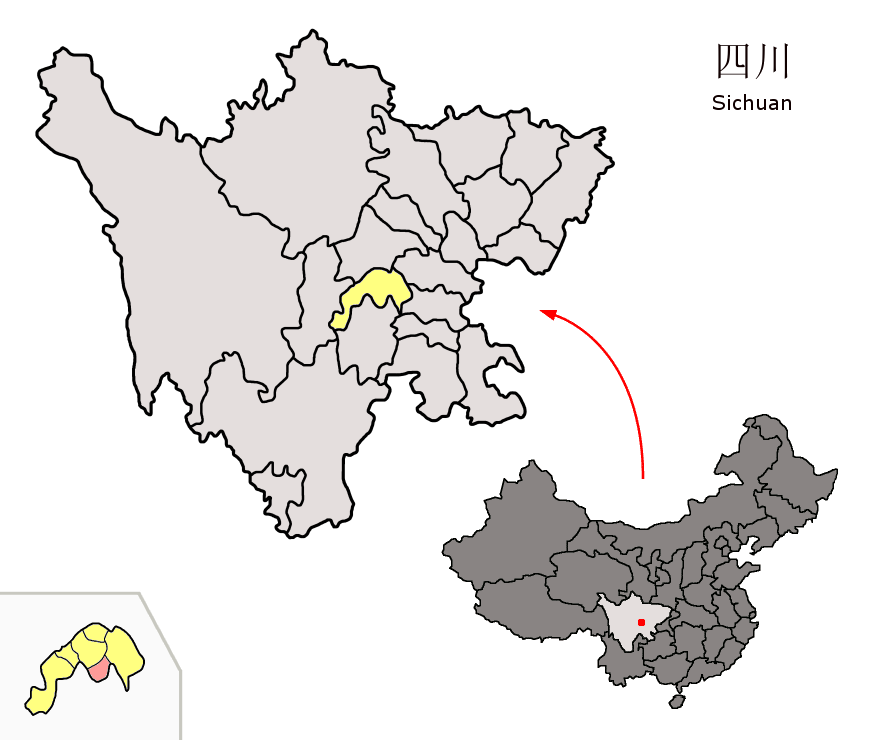
Lage des Kreises Qingshen (rosa) in Meishan (gelb).

Qingshen (chinesisch 青神县, Pinyin Qīngshén Xiàn) ist ein Kreis der bezirksfreien Stadt Meishan in der chinesischen Provinz Sichuan. Die Fläche beträgt 387,3 Quadratkilometer und die Einwohnerzahl 167.990 (Stand: Zensus 2020). 1999 zählte Qingshen 200.020 Einwohner.
Die Ruifeng-Felsgräber (Ruifeng yamuqun 瑞峰崖墓群) stehen seit 2006 auf der Liste der Denkmäler der Volksrepublik China (6-274).